# 알프레트 폰 발더제

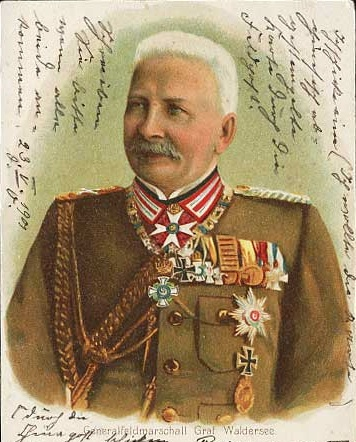
알프레트 폰 발더제 백작(1901년에 중국에서 독일로 배송된 그림 엽서)

알프레트 하인리히 카를 루트비히 폰 발더제 백작(독일어: Alfred Heinrich Karl Ludwig Graf von Waldersee, 1832년 4월 8일 ~ 1904년 3월 5일)는 독일 제국의 군인이다. 계급은 육군 원수였다. 독일 제국의 육군 참모총장을 맡았다. 의화단의 난 이후에 중국에 주둔한 열강 8국의 최고 사령관으로서 알려져 있다.

## 생애
프로이센 왕국의 포츠담 출신이다. 부친은 기병대장으로, 발더제 가문은 안할트 공국에서 군인을 배출한 귀족의 가계이다. 6명 형제의 5번째 아들이다.
1850년, 2월 28일 사관학교 졸업 후, 소위로서 임관했다. 그 후 포병 및 공병으로서의 교육을 받았다.
1866년, 보오전쟁에서 프로이센 참모본부 근무를 하게 된다.
1870년, 대사관 주재 무관으로서 파리에 부임한다. 얼마 안 있어 보불전쟁이 일어나는데, 발더제가 모은 군사와 지형정보가 독일군의 프랑스 침공에 도움이 되었다고 한다. 전후 1871년, 교섭을 위해 다시 파리에 부임한다.
1873년, 하노버의 제10군단 사령관이 된다.
1874년, 후작의 미망인(미국 출신)과 결혼했다.
1882년, 참모차장(Generalquartiermeister)에 취임했다. 고령의 몰트케를 대신하여 실질적으로 참모본부를 담당한다.
1885년, 가상적국인 러시아 제국과 프랑스에 대한 작전 계획을 책정했고, 황태자 빌헬름과 함께 비스마르크 재상의 외교정책을 비판한다.
1888년, 빌헬름 2세의 즉위와 함께, 사직한 대 몰트케의 후임으로서 육군 참모총장이 된다.
1890년, 비스마르크의 재상 사임(사실상 경질)에 관여했고, 후임 재상 후보로서 소문이 돈다. 본인이 희망하지 않았기 때문에 임명되지 않았다고 되어 있다.
1891년, 군사 연습 때에 황제 빌헬름에 대해 군사전략에 관한 무지함을 지적했기 때문에 노여움을 샀고, 참모총장의 자리를 알프레트 그라프 폰 슐리펜에게 넘기고, 제9군단 사령관에 임명되었다.
1897년, 사회민주당 탄압에 종사했다. 항상 황제의 충실한 신하를 자임했고, 사회주의를 제국을 위협하는 존재로서 경계하고 있었다.
1898년에 제3군 총감이 되었다.

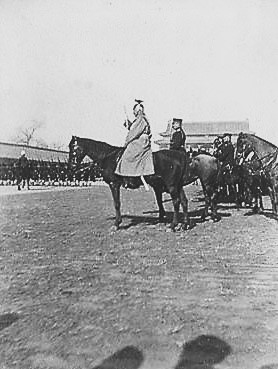
자금성에서 연합군을 열병하는 발더제 원수

1900년, 육군원수로 진급한다. 9월, 의화단의 난 진압을 위한 열강 8국 사령관이 되어 중국으로 파견된다. 약탈을 저지르는 연합군 병사에게 군법을 철저히 적용시켰고, 또한 각국 사이의 조정을 맡았지만, 공화제 국가의 군대인 미군과 프랑스군은 결코 발더제의 지휘하에 들어가려고 하지 않았다. 의화단 잔당에 대한 징벌원정을 반복한다.
1901년, 중국에서 귀국하여 제3군 총감으로 복귀했다. 의화단의 난 진압을 평가받아, 개신교 교도로서는 처음으로 로마 가톨릭교회로부터 "피우스 훈장"을 수여받았다.
1904년, 3월 5일, 하노버에서 사망했다.

## 역사적 평가
발더제는 독일 제국에서 첫 "정치" 군인으로서 알려져 있다. 전임자 대몰트케에게도 정치적 의욕은 있었지만, 비스마르크의 주도권에 따르고 있었다. 발더제는 프랑스가 그 군사력을 재건하기 이전에 러시아에 대한 예방전쟁을 벌일 것을 주장하고 있었으며, 그렇기 때문에 비스마르크와 대립하여 그 도각(倒閣)에 참가하게 되었다. 바이마르 공화국 시대에 힌덴부르크나 루덴도르프가 등장하기 이전에는, 정계에서 가장 성공한 군인이라고 한다.
러일전쟁 발발 직후에 사망했는데, 죽기 전에 러시아에 대한 일본군의 작전 계획 사안(私案)을 입안하고 있었다. 후에 슐리펜 참모총장은 발더제의 종형제에게, 일본군이 실제로 했던 작전 계획이 발더제의 사안과 일치하고 있었다라고 말하고 있다. 전임자 몰트케와 후임자 슐리펜이 고명했기 때문에, 평가받는 것은 적지만, 작전 능력은 이 두 사람에게 뒤지지 않았다고 한다. 발더제의 대 러시아・대 프랑스 전략은 후임 슐리펜에게 이어져서 "슐리펜 작전"으로서 결실을 맺었고, 제1차 세계대전 초반의 독일군의 기본 전략이 되었다.
| 전임 헬무트 카를 베른하르트 폰 몰트케 | 제2대 독일 제국 장군참모장 1888년, 8월 10일 ~ 1892년 2월 7일 | 후임 알프레트 폰 슐리펜 |